# Éric Aupol
 (avril 2023).
Éric Aupol est un photographe français né en 1969 à Charlieu.

## Biographie
Éric Aupol capte des lieux et des figures dont il cherche à la fois à documenter la nature par la prise de vue, et à faire apparaître la mémoire qui s’y est stratifiée avec le temps.
Il cherche à transcrire un enregistrement précis en mettant en présence des détails et des indices sociologiques ou historiques, et des impressions rendues visibles par un travail sensible sur le temps de pose, sur la couleur, et sur les choix de cadrage, au travers de photographies d'intérieurs, de paysages ou de portraits.
Son œuvre combine des intentions documentaires et des préoccupations plastiques. Ainsi, pour le photographe, tout espace photographié, sans perdre sa valeur documentaire, devient un champ plastique et mental.

## Prix et récompenses
- 2009 : Lauréat Villa Medicis Hors les Murs
- 2008 : Bourse Aide à la Création, DRAC Île-de-France
- 2001 : Prix Altadis

## Collections publiques
- Maison européenne de la photographie, Paris
- Château d'eau de Toulouse
- F.D.A.C Dordogne Dordogne
- Musée de Soissons
- Erasmus University, Rotterdam
- Musée d'Heidelberg
- Conseil général de Dordogne
- Collection Altadis, Collection Vivendi

## Expositions

### Expositions personnelles
- 2008 : Clairvaux, La Vitrine, Maison Européenne de la Photographie, Paris
- 2008 : L’été de la photographie, De Markten, Bruxelles
- 2007 : Venues de l’ombre, galerie du Château d’eau, Toulouse
- 2006 : Galerie Polaris, Paris
- 2005 : Arsenal, Musée de Soissons, Soissons
- 2005 : Centre d’Art contemporain André Malraux, Colmar
- 2004 : Mois de la photo, Paris
- 2004 : Maison des Arts (catalogue), Malakoff
- 2004 : Passages Centre d’Art contemporain (catalogue), Troyes
- 2004 : Galerie Eugen Lendl, Graz
- 2004 : Erasmus Center for the Arts, Rotterdam
- 2003 : Galerie Polaris, Paris
- 2003 : Maison de la Culture, Namur
- 2002 : Galerie Marijke Schreurs, Bruxelles
- 2001 : Galerie Polaris, Paris
- 1998 : Musée de Charlieu, Charlieu

### Expositions de groupe
- 2009 : Tran(s)lations, Palacio de la Merced, Biennale de la Photographie, Cordoba
- 2008 : La photographie française dans les collections du Château d’Eau Galerie Východoslovenská, Kosice
- 2008 : Portrait et Paysage du XXIe siècle, Espace culturel ING, Bruxelles
- 2007 : Comm’é amaro stu ppane, Musée des Beaux Arts, Charleroi
- 2007 : Pleins phares, Cité de l’Automobile, Musée National, Mulhouse
- 2007 : Comm’é amaro stu ppane, Galerie Nei Liicht, Dudelange
- 2006 : L’été de la photographie, Le Botanique, Bruxelles
- 2005 : Blanc, Galerie Cerami, Charleroi
- 2004 : Rencontres Photographiques, Solignac
- 2003 : Art Cologne, stand galerie Polaris, Cologne
- 2002 : La galerie invite, Galerie Le Réverbère, Lyon
- 2002 : Prix Altadis 2001, Galerie Durand-Dessert, Paris et Galerie Juana De Aizpuru, Madrid

## Livres
- Venues de l'Ombre, monographie, Le Château d'Eau, Toulouse
- Photographies, 2000-2004, monographie, Images En Manœuvre éditions
- Prix Altadis, monographie, éditions Actes Sud
- Presqu'île, monographie, CHRS Le Cap / Le Point du Jour éditions